# 瑠風輝
瑠風 輝（るかぜ ひかる、1月26日 - ）は、宝塚歌劇団星組に所属する男役スター。
東京都調布市、佼成学園女子高等学校出身。身長175cm。愛称は「もえこ」。

## 来歴
2010年、宝塚音楽学校入学。
2012年、音楽学校卒業後、宝塚歌劇団に98期生として入団。入団時の成績は5番。宙組公演「華やかなりし日々／クライマックス」で初舞台。
2013年、組まわりを経て宙組に配属。
2016年の「Shakespeare」で新人公演初主演。その後も4度に渡って新人公演主演を務める。
2019年の「リッツ・ホテルくらいに大きなダイヤモンド」で、バウホール公演初主演。
2023年の「大逆転裁判」（ドラマシティ・KAAT神奈川芸術劇場公演）で、東上公演初主演。
2025年8月1日付で宙組から星組へ組替え。

## 主な舞台

### 初舞台
- 2012年4 - 5月、宙組『華やかなりし日々』『クライマックス』（宝塚大劇場のみ）

### 組まわり
- 2012年8 - 11月、宙組『銀河英雄伝説@TAKARAZUKA』[4]

### 宙組時代
- 2013年3 - 6月、『モンテ・クリスト伯』『Amour de 99!!-99年の愛-』
- 2013年7 - 8月、『うたかたの恋』 - エミール『Amour de 99!!-99年の愛-』（全国ツアー）
- 2013年9 - 12月、『風と共に去りぬ』 - 新人公演：チャーリー（本役：愛月ひかる）
- 2014年2月、『ロバート・キャパ 魂の記録』『シトラスの風II』（中日劇場）
- 2014年5 - 7月、『ベルサイユのばら-オスカル編-』 - 新人公演：ベルナール・シャトレ（本役：蓮水ゆうや）
- 2014年8 - 9月、『ベルサイユのばら-フェルゼンとマリー・アントワネット編-』（全国ツアー） - 近衛隊士／公安委員
- 2014年11 - 2015年2月、『白夜の誓い -グスタフIII世、誇り高き王の戦い-』 - ヴァレンティン、新人公演：ニルス（本役：七海ひろき）／ヴァーサ王（本役：留依蒔世）『PHOENIX 宝塚!!-蘇る愛-』
- 2015年4月、『New Wave!-宙-』（バウホール）
- 2015年6 - 8月、『王家に捧ぐ歌』 - エジプトの戦士（伝令）、新人公演：ウバルド（本役：真風涼帆）[4]
- 2015年10 - 11月、『メランコリック・ジゴロ』 - ロジェ『シトラスの風III』（全国ツアー）
- 2016年1 - 3月、『Shakespeare〜空に満つるは、尽きせぬ言の葉〜』 - ロバート・アーミン／ロバート・アーミン（バーソロミュー）、新人公演：ウィリアム・シェイクスピア（本役：朝夏まなと）『HOT EYES!!』 新人公演初主演[4][5]、トリプルエトワール
- 2016年5月、『王家に捧ぐ歌』（博多座） - メレルカ
- 2016年6月、『Bow Singing Workshop〜宙〜』（バウホール）
- 2016年7 - 10月、『エリザベート-愛と死の輪舞（ロンド）-』 - エーアンの歌手、新人公演：トート（本役：朝夏まなと） 新人公演主演[10][5]
- 2016年11 - 12月、『バレンシアの熱い花』 - ドン・ファン・カルデロ『HOT EYES!!』（全国ツアー） Wエトワール
- 2017年2 - 4月、『王妃の館-Château de la Reine-』 - ギャルソン、新人公演：金沢貫一（本役：愛月ひかる）『VIVA! FESTA!』
- 2017年6月、『パーシャルタイムトラベル 時空の果てに』（バウホール） - リシャール／ピエール
- 2017年8 - 11月、『神々の土地』 - ロマン・ポチョムキン、新人公演：ドミトリー・パブロヴィチ・ロマノフ（本役：朝夏まなと）『クラシカル ビジュー』 新人公演主演[5]
- 2018年1月、『WEST SIDE STORY』（東京国際フォーラム） - アクション
- 2018年3 - 6月、『天（そら）は赤い河のほとり』 - シュバス、新人公演：ウルヒ・シャルマ（本役：星条海斗）『シトラスの風-Sunrise-』
- 2018年8月、『ハッスル メイツ!』（バウホール）
- 2018年10 - 12月、『白鷺（しらさぎ）の城（しろ）』 - 殿上人『異人たちのルネサンス』 - シニョレッリ、新人公演：レオナルド・ダ・ヴィンチ（本役：真風涼帆） 新人公演主演[6]
- 2019年2 - 3月、『群盗-Die Räuber-』（ドラマシティ・日本青年館） - フランツ
- 2019年4 - 7月、『オーシャンズ11』 - リヴィングストン・デル
- 2019年9月、『リッツ・ホテルくらいに大きなダイヤモンド』（バウホール） - ジョン・T・アンガー バウ初主演[7]
- 2019年11 - 2020年2月、『El Japón（エル ハポン）-イスパニアのサムライ-』 - 西九郎『アクアヴィーテ（aquavitae）!!』[8]
- 2020年8 - 9月、『FLYING SAPA-フライング サパ-』（梅田芸術劇場・日生劇場） - ペレルマン[8]
- 2020年11 - 2021年2月、『アナスタシア』 - ニコライII世
- 2021年4月、『Hotel Svizra House ホテル スヴィッツラ ハウス』（東京建物 Brillia HALL） - エーリク・カウフマン
- 2021年6 - 9月、『シャーロック・ホームズ-The Game Is Afoot!-』 - フレッド・ポーロック『Délicieux（デリシュー）!-甘美なる巴里-』
- 2021年11 - 12月、『バロンの末裔』 - ウィリアム『アクアヴィーテ（aquavitae）!!』（全国ツアー）
- 2022年2 - 5月、『NEVER SAY GOODBYE』 - ビル・グラント／ココナツ・ボーイ
- 2022年6 - 7月、『カルト・ワイン』（東京建物 Brillia HALL・ドラマシティ） - フリオ・マラディエガ
- 2022年8 - 11月、『HiGH&LOW-THE PREQUEL-』 - 日向紀久『Capricciosa（カプリチョーザ）!!』
- 2023年1月、『MAKAZE IZM』（東京国際フォーラム）
- 2023年3 - 6月、『カジノ・ロワイヤル〜我が名はボンド〜』 - ルネ・マティス
- 2023年7 - 8月、『大逆転裁判』（ドラマシティ・KAAT神奈川芸術劇場） - 成歩堂龍ノ介 東上初主演[2][9]
- 2023年9月、『PAGAD（パガド）』 - ド・モンターニュ子爵『Sky Fantasy!』（宝塚大劇場のみ）
- 2024年6 - 8月、『Le Grand Escalier-ル・グラン・エスカリエ-』[注釈 1]
- 2024年10 - 11月、『大海賊』 - エドガー『Heat on Beat!（ヒートオンビート）-Evolution-』（全国ツアー）
- 2025年1 - 4月、『宝塚110年の恋のうた』『Razzle Dazzle（ラズル ダズル）』 - シャーリーン・ムーア
- 2025年6 - 7月、『ZORRO THE MUSICAL』（東急シアターオーブ） - ラモン

### 星組時代
- 2025年9 - 10月、『ダンサ セレナータ』 - ホアキン『Tiara Azul －Destino－ II』（全国ツアー）
- 2026年1 - 4月、『恋する天動説』『DYNAMIC NOVA』

## 出演イベント
- 2016年12月、タカラヅカスペシャル2016『Music Succession to Next』
- 2017年12月、タカラヅカスペシャル2017『ジュテーム・レビュー-モン・パリ誕生90周年-』
- 2019年12月、タカラヅカスペシャル2019『Beautiful Harmony』

## TV出演
- 2017年12月、フジテレビ『2017 FNS歌謡祭 第1夜』

## 受賞歴
- 2020年、『宝塚歌劇団年度賞』 - 2019年度新人賞[11]